# Вієру
Вієру (рум. Vieru) — село у повіті Джурджу в Румунії. Входить до складу комуни Путінею.
Село розташоване на відстані 65 км на південь від Бухареста, 12 км на захід від Джурджу.

## Населення
За даними перепису населення 2002 року у селі проживали 908 осіб, усі — румуни. Усі жителі села рідною мовою назвали румунську.